# Agnsjön
Der Agnsjön ist ein schwedischer See in der Gemeinde Örnsköldsvik.

## Geographie
Der Agnsjön liegt westlich von Kubbe und fließt durch den Agnsjöån zum Norra Anundsjöån hin ab.

## Archäologische Funde
Bei Ausgrabungen wurden hier prähistorische Wohnplätze entdeckt. Neben Fallgruben wurden auch Pfeilspitzen und Schaber aus Schiefer und Quarzit, Knochen und Bronzefragmente gefunden.

## Name
Der Name Agnsjön wird Angsjön [ˈaŋɧøn] ausgesprochen, der Grund für die abweichende Schreibweise ist nicht bekannt.